# Стасевка (Гомельская область)
Стасевка (бел. Стасеўка) — деревня в Глыбовском сельсовете Речицкого района Гомельской области Белоруссии.
Около деревни расположено месторождение глины.

## География

### Расположение
В 12 км на северо-запад от районного центра и железнодорожной станции Речица (на линии Гомель — Калинковичи), 62 км от Гомеля.

## Транспортная сеть
Транспортные связи по просёлочной, затем автомобильной дороге Светлогорск — Речица. Планировка состоит из прямолинейной улицы, близкой к широтной ориентации и застроенной двусторонне деревянными усадьбами.

## История
По письменным источникам известна с XIX века как селение в Горвальской волости Речицкого уезда Минской губернии. В 1879 году упоминается в Горвальском церковном приходе. Согласно переписи 1897 года действовали школа грамоты, хлебозапасный магазин. В 1917 году в Паричской волости Бобруйского уезда Минской губернии.
С 1921 года действовала школа. С 8 декабря 1926 года до 30 декабря 1927 года центр Стасеўскага сельсовета Горвальского, с 4 августа 1927 года Речицкого районов Речицкой, с 4 августа 1927 года Гомельской округов. В 1931 году организован колхоз. Во время Великой Отечественной войны в июле 1943 года оккупанты полностью сожгли деревню и убили 9 жителей. 51 житель погиб на фронте. Согласно переписи 1959 года в составе совхоза «Подлесье» (центр — деревня Милоград). Расположен фельдшерско-акушерский пункт.

## Население

### Численность
- 2004 год — 55 хозяйств, 137 жителей.

### Динамика
- 1850 год — 14 дворов 79 жителей.
- 1897 год — 40 дворов, 190 жителей (согласно переписи).
- 1908 год — 214 жителей.
- 1917 год — 794 жителя.
- 1930 год — 78 дворов, 405 жителей.
- 1959 год — 360 жителей (согласно переписи).
- 2004 год — 55 хозяйств, 137 жителей.

## Культура
- Деревня включена в состав маршрута памяти «По дорогам Великой Отечественной войны на территории Глыбовского сельсовета» (2024). Перед въездом в агрогородок Глыбов размещен стенд с маршрутом и обозначениями, где и в каких населённых пунктах имеются памятник, обелиск, братская могила или воинское захоронение.

## Достопримечательность
- Памятник